# Ignaz Lozo

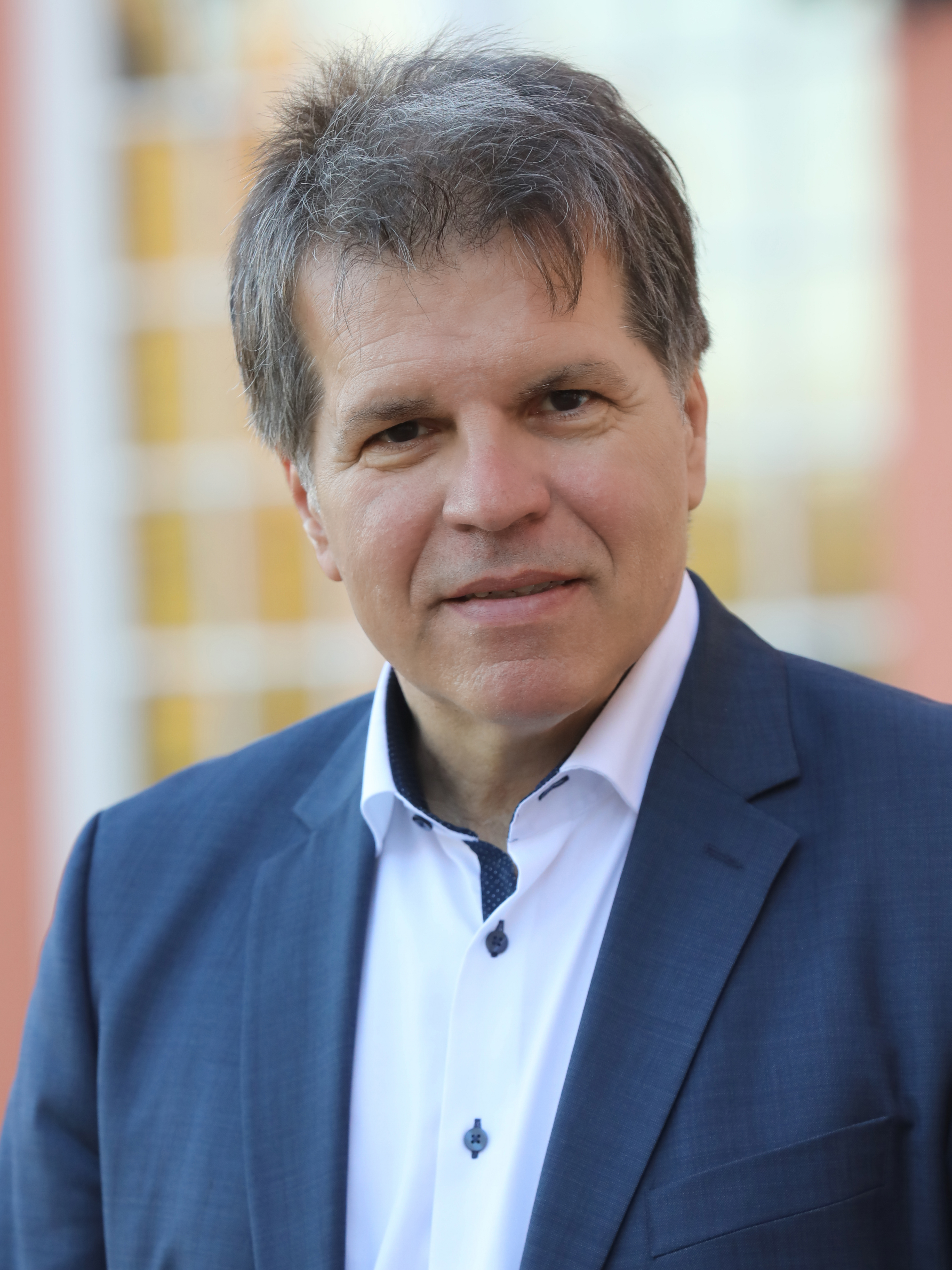
Ignaz Lozo (2020)

Ignaz Lozo (* 1. Januar 1963 in Stommeln) ist ein deutscher Journalist, Historiker, Buch- und Filmautor.

## Leben
Lozo studierte in Germersheim (Außenstelle der Johannes Gutenberg-Universität Mainz) Russisch und Englisch, seine Diplomarbeit war der Glasnost-Politik Michail Gorbatschows gewidmet. Anschließend absolvierte er in Mainz ein zweijähriges Aufbaustudium Journalistik. 1988 erhielt er ein Stipendium des Kultusministeriums Rheinland-Pfalz für einen Studienaufenthalt an der Russian School des Middlebury College im US-Bundesstaat Vermont.
1989 trat Lozo als Redakteur ins ZDF ein. 1991 berichtete er über den Augustputsch in Moskau gegen Gorbatschow. Es folgten Einsätze als Kriegsreporter im belagerten Sarajewo. 1997 ging er als Korrespondent von  Pro Sieben nach Moskau. Dort wechselte er 1998 in das Studio der Deutschen Welle TV. Im Jahr 2000 kehrte er als Korrespondent in München zum ZDF zurück. 2007 ging er in die Mainzer Zentrale des Senders als Autor von Dokumentarfilmen.
2013 promovierte Lozo am Historischen Seminar der Johannes Gutenberg-Universität (JGU) in Mainz mit der Dissertation Der Putsch gegen Gorbatschow und das Ende der Sowjetunion.
2014 führte Lozo für das ZDF ein Interview mit Gorbatschow in Berlin anlässlich des 25. Jahrestags des Mauerfalls. Darin stellte Gorbatschow klar, dass der Westen der Kremlführung keineswegs zugesagt habe, die NATO nach der deutschen Wiedervereinigung nicht ostwärts auszudehnen. Er sei nicht vom Westen betrogen worden; die Existenz eines Versprechens, die NATO nicht auszudehnen, sei „ein Mythos“.
2014 veröffentlichte Lozo die erste wissenschaftliche Monographie über den Augustputsch 1991 in Moskau. Im gleichen Jahr erschien die Übersetzung in Russland. 2021 erschien die Biographie Gorbatschow - Der Weltveränderer. Im Jahr 2024 erschien die zweite, wesentlich erweiterte und aktualisierte Auflage des Buches im Herder Verlag.
Lozo lebt in Wiesbaden. Er hat einen Sohn.

## Filmographie (Auswahl)
- Eine Raumfähre auf Reisen (2008, Phoenix)
- Moskau, Mythen, Mauerfall – Wie der Kreml mit der deutschen Einheit rang (2009, ZDFinfo/Phoenix)
- Die Russlanddeutschen – Auf der Suche nach Heimat (2010, Phoenix)
- Ende einer Supermacht – Der Putsch gegen Gorbatschow (2011, ZDF/3sat)
- Lebensläufe im Parlament – Wie bunt ist der Bundestag? (2013, Phoenix)
- Poker um die deutsche Einheit – Wurde Russland in der NATO-Frage getäuscht? (2015, ZDF/ZDFinfo/Phoenix)
- Michail Gorbatschow – Weltveränderer und Privatmann (2016, ZDF)
- Der Untergang der Sowjetunion – Von Gorbatschow bis Putin (2016, ZDF)
- Mythos KGB-RAF – Unterstützte Moskau den Baader-Meinhof-Terror? (2017, Phoenix)
- Russen und Deutsche (Phoenix, 2020. Hier: Konzeptmitentwicklung und Fachberatung. Autor: Alexander Hogh)

## Veröffentlichungen (Auswahl)
- Der Putsch gegen Gorbatschow und das Ende der Sowjetunion. Böhlau, Köln-Weimar-Wien 2014, ISBN 978-3-412-22230-7.

- russische Ausgabe: Avgustovski Putsch 1991 goda. Moskau, 2014, ISBN 978-5-8243-1862-3.

- Gorbatschow - Der Weltveränderer. wbg Theiss, Darmstadt 2021, ISBN 978-3-8062-4173-0.
- Gorbatschow - Der Weltveränderer. Verlag Herder, Freiburg, Basel, Wien, 2024, ISBN 978-3-4510-3490-9.